# Baiacu-de-cauda-vermelha
O Baiacu de cauda vermelha Carinotetraodon irrubesco é pequeno (Até 4.5 cm)  encontrado somente no baixo Banjuasin no sul da Sumatra e no Rio Sambas no West Kalimantan vivendo em aguas escuras, ácidas,convivendo com rásboras, Peixes-cachimbo, Peixes-Agulhas, e gobiões. Como nas outras espécies do gênero o dimorfismo sexual é aparente. Machos são mais largos e coloridos brown com marmorizações creme escuro na parte de cima do corpo, fêmeas são menores and mottled brown in colour com marcas irregulares na barriga. Ambos os sexos tem os olhos e a barbatana caudal vermelhos.
Baiacus de cauda vermelha as vezes são mantidos no aquário mas não tem nenhum valor comercial